# Creagrutus seductus
Creagrutus seductus é uma espécie de peixe da família Characidae na ordem dos Characiformes.

## Descrição
Os machos podem chegar aos 7 cm de comprimento. Vive em zonas de clima tropical, na América do Sul, mais especificamente na bacia do rio Araguaia, no Brasil.